# Bellevalia zoharyi
Bellevalia zoharyi är en sparrisväxtart som beskrevs av Naomi Feinbrun. Bellevalia zoharyi ingår i släktet Bellevalia och familjen sparrisväxter.

## Underarter
Arten delas in i följande underarter:
- B. z. pyricarpa
- B. z. zoharyi